# Sledgehammer Games
Sledgehammer Games — американський розробник відеоігор, що базується у Фостер-Сіті, Каліфорнія та належить Activision. Студія була заснована у 2009 році Майклом Кондрі та Гленом Скофілдом, які до цього працювали у Visceral Games і були відповідальні за створення успішної Dead Space. Sledgehammer відома як один із розробників ігор франшизи Call of Duty.

## Історія

### Передумови та заснування
Майкл Кондрі та Глен Скофілд, співзасновники Sledgehammer Games, працювали разом у компанії Electronic Arts у 2005 році над розробкою From Russia with Love під час якої Кондрі був директором, а Скофілд — виконавчим продюсером. Вони продовжили співпрацю при створенні Dead Space (2008), першої частини однойменної франшизи. Кондрі та Скофілд мали навички, якими доповнювали один одного, і також мали схожий досвід, адже обидва були вихідцями із середнього класу, а їхні батьки займалися будівельним бізнесом.

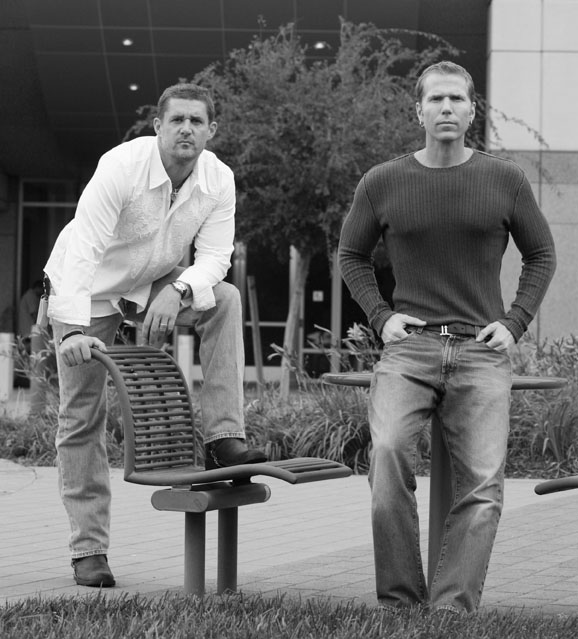
Співзасновники Глен Скофілд (ліворуч) та Майкл Кондрі (праворуч) перед штаб-квартирою Sledgehammer Games у 2009 році

Після заснування Sledgehammer Games 21 липня 2009 року Кондрі та Скофілд зробили пропозицію компанії Activision, заявивши, що спробують повторити свій успіх з Dead Space, але на цей раз зі спін-офом франшизи Call of Duty від третьої особи. Activision тижнями розглядала їхню пропозицію, доки Боббі Котік, генеральний директор Activision Blizzard, не запропонував включити студію до складу компанії. Кондрі та Скофілд погодилися, розглядаючи незалежну студійну модель Activision як можливість зберегти творчу культуру Sledgehammer, методологію розробки та персонал, маючи за цих обставин гарантії союзу з найбільшим видавцем індустрії відеоігор.

### Call of Duty
Після приєднання до Activision студія витратила близько пів року на проєкт Call of Duty: Fog of War, чого було достатньо, щоби створити прототип приблизно на 15 хвилин ігрового процесу. Передбачалося, що гра розширила б франшизу до жанру пригодницького бойовика, тоді як судові позови між Activision і Джейсоном Вестом та Вінсом Зампелла, співзасновниками Infinity Ward, що відповідала за Modern Warfare (2007) та Modern Warfare 2 (2009), призвели до того, що вони залишили студію. Слідом за Вестом і Зампелла Infinity Ward залишило багато інших співробітників, через що чисельність штатного персоналу скоротилася на половину, коли до кінця терміну завершення розробки Modern Warfare 3 залишалося приблизно 20 місяців — на 4 місяці менше, ніж зазвичай. Activision попросила Sledgehammer припинити роботу над Fog of War та натомість почати співпрацю з Infinity Ward. Студія звернулася до своїх співробітників щодо цього та отримала одностайне схвалення.
Раян Флемінг з Digital Trends про розробку Modern Warfare 3
Співпраця з Infinity Ward ознаменувала перший випадок, коли в рамках спільної розробки було створено гру Modern Warfare з логотипами обох студій на упакуванні. Попри різну історію студій та методології розробки, їх співпраця була описана як «унікальний симбіоз для такої гучної гри». Дві команди вперше зустрілися навесні 2010 року, щоби поділитися своїми ідеями та домогтися «віддачі від історії, яка розповідалася протягом останніх чотирьох років». Modern Warfare 3 була випущена в листопаді 2011 року та отримала схвальні відгуки, а її продажі сягнули 6,5 млн копій у першу добу після випуску у США та Великій Британії. Незадовго до цього Sledgehammer почала розробку Advanced Warfare, для якої переписала й побудувала з нуля більшу частину ігрового рушія IW, таким чином перетворивши його на власний. Advanced Warfare, яка була першою самостійною грою студії і випущена в листопаді 2014 року, також отримала схвальні відгуки та стала комерційно успішною.

Перший логотип Sledgehammer Games (2009—2021)

У квітні 2017 року було оголошено про те, що студія розробляє WWII, яка була випущена в листопаді. Невдовзі в Sledgehammer почалася реорганізація, яка була наслідком того, що Кондрі та Скофілд вирішили піти, щоби започаткувати власні студії. Водночас Sledgehammer допомагала Infinity Ward в розробці Modern Warfare (2019) і вела розробку Black Ops Cold War спільно з Raven Software, проте через розбіжності між двома командами Activision призначила Treyarch на чолі розробки, тоді як Raven продовжила свої обов'язки співрозробника. У вересні 2019 року студія відкрила структурний підрозділ в Мельбурні, Австралія. У травні 2021 року стало відомо, що студія розробляє нову частину Call of Duty, яка була оголошена як Vanguard та випущена в листопаді. Того ж року студія оновила свій логотип і відкрила два нових підрозділи з розташуванням в Торонто, Канада і Гілфорді, Велика Британія. Sledgehammer працевлаштовує понад 450 співробітників станом на серпень 2021-го.

## Список відеоігор
| Рік  | Назва                          | Платформа(и)                                                               |
| ---- | ------------------------------ | -------------------------------------------------------------------------- |
| 2011 | Call of Duty: Modern Warfare 3 | Microsoft Windows, PlayStation 3, Xbox 360                                 |
| 2014 | Call of Duty: Advanced Warfare | Microsoft Windows, PlayStation 3, PlayStation 4, Xbox 360, Xbox One        |
| 2017 | Call of Duty: WWII             | Microsoft Windows, PlayStation 4, Xbox One                                 |
| 2021 | Call of Duty: Vanguard         | Microsoft Windows, PlayStation 4, PlayStation 5, Xbox One, Xbox Series X/S |